# Комаров Ігор Володимирович
Комаров Ігор Володимирович — український науковець у галузі органічної хімії, доктор хімічних наук, професор. Директор Інституту високих технологій Київського національного університету імені Тараса Шевченка. Науковий консультант ТОВ НВП «Єнамін» (Україна) та «Люмобіотікс» ГмбХ (Німеччина).

## Біографія[3]
Народився у 1964 році в с. Іркліїв Черкаської області Чорнобаївського району. Вищу освіту отримав у Київському державному університеті ім. Т. Г. Шевченка, отримав диплом з відзнакою у 1986 році. У цьому ж році почав працювати на хімічному факультеті Київського державного університету ім. Т. Г. Шевченка, спочатку на посаді інженера. Надалі вся його наукова та педагогічна діяльність пов'язана саме з цим університетом, де він працював на посадах завідувача лабораторії, асистента, доцента, професора, завідувача кафедри органічної хімії хімічного факультету. З 2009 року працює на посаді завідувача кафедри супрамолекулярної хімії у новоствореному (в складі університету) Інституті високих технологій. Захистив кандидатську дисертацію у 1991 році, робота присвячена використанню лантаноїдних зміщуючих реагентів у спектроскопії ЯМР. Після цього пройшов наукове стажування в Кембриджському університеті (Велика Британія, 1996—1997 рр.) та в Інституті дослідження каталізу м. Росток (Німеччина, 2000—2001 рр.). Захистив докторську дисертацію та отримав науковий ступінь доктора хімічних наук за спеціальністю «органічна хімія» у 2003 році. Назва дисертації — «Дизайн та синтез модельних сполук: вивчення стеричних, стереоелектронних ефектів, реакційноздатних інтермедіатів, процесів каталітичного енантіоселективного гідрування та динамічного захисту функціональних груп».

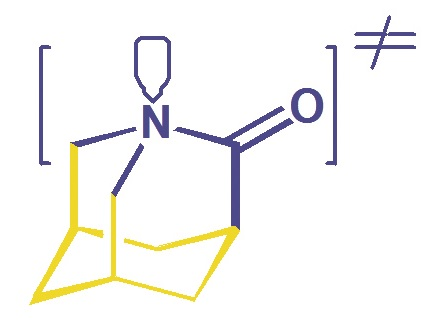
1-Аза-2-адамантанон, «найбільш скручений амід». Блакитним кольором виділено амідний фрагмент, який моделює перехідний стан цис-транс ізомеризації амідів

Теперішнє вчене звання — професор. Наукове звання професора присвоєне Комарову І. В. у 2007 році.

## Наукова й освітня діяльність[7]
Сфера наукової діяльності Комарова І. В. — медична хімія та синтез модельних сполук, які можуть бути використані для отримання нових знань в біоорганічній хімії, стереохімії, теоретичній хімії, каталізі. Має понад 150 наукових праць в рецензованих журналах, h-індекс 33; керує підготовкою аспірантів. Особлива увага в науковій групі професора Комарова І. В. приділяється розробці нових синтетичних методів та дизайну цікавих з теоретичної думки молекул, частину з яких було синтезовано в тісному співробітництві з професором Ентоні Кірбі [Архівовано 7 Серпня 2017 у Wayback Machine.] з Кембриджського університету (Велика Британія). Однією з таких спільних робіт Комарова І. В. є синтез, вивчення стереохімії та хімічних властивостей амідів з деформованим амідним зв'язком — 1-аза-2-адамантанону та його похідних. Триметильна похідна («найбільш скручений амід», «амід Кірбі»), була запропонована в лабораторії професора Кірбі й синтезована Комаровим І. В. під час його стажування в Кембриджському університеті у 1997 р. Пізніше, у 2014 році, в науковій групі Комарова І. В., у співробітництві з Ентоні Кірбі була синтезована і вивчена незаміщена сполука, яка моделювала перехідний стан цис-транс ізомеризації амідів та дозволила отримати фундаментальні знання про амідний зв'язок.

Дослідницьку діяльність у галузі синтетичної органічної хімії Комаров І. В. розпочав на початку 1990-х років, працюючи над проблемою фосфорилювання ароматичних гетероциклічних сполук галогенангідридами п'ятивалентного фосфору. Саме тоді були розроблені зручні методи фосфорилювання, що знаходять застосування, зокрема, для синтезу екстрагентів урану. Пізніше, працюючи в Ростоці, Ігор Володимирович змінив тему наукових досліджень і зацікавився асиметричним гомогенним каталізом. Вивчення каталізу Комаров І. В. проводив за допомогою модельних сполук, а саме, виходячи з винної кислоти або камфори, були синтезовані нові хіральні функціоналізовані ліганди — монофосфіни, дифосфіни, а потім — комплекси родію на їх основі. Отримані комплекси були використані як каталізатори асиметричного гідрування прохіральних сполук, а отримані результати дали змогу зробити висновки щодо впливу кисневмісних функціональних груп в лігандах на процес каталізу. В процесі досліджень були введені в синтетичну практику ефективні каталізатори catASium, серед них — такі, що містять отриманий з камфори ліганд ROCKYPhos (назва походить від назв міст — Ростока й Києва).

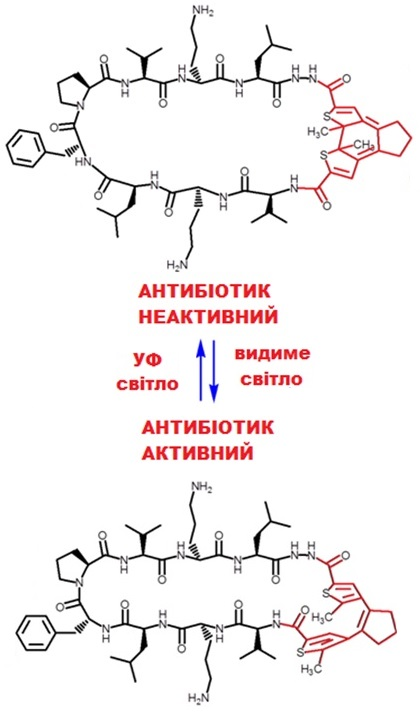
Фоточутливий антибіотик — аналог граміцидину S. Діарилетеновий фрагмент, здатний до оборотної ізомеризації під дією світла, виділено червоним

Хоча інтерес до синтезу лігандів не зменшився, Комаров І. В. змінив напрямок наукових досліджень знову, і зараз основна їх тема — дизайн та синтез нових лікарських засобів. [Архівовано 7 Серпня 2017 у Wayback Machine.]Одним з головних принципів дизайну є обмеження конформаційної рухливості молекул сполук — кандидатів на лікарські засоби. В групі професора Комарова І. В. розроблені нові підходи до конформаційно обмежених амінокислот та амінів — будівельних блоків лікарських засобів, пептидоміметиків. Також проведено дизайн та синтез флуорозаміщених амінокислот з  метою використання їх як міток при дослідженні пептидів у мембранах методом твердотільного ЯМР.
Комаров І. В. та його співробітники зробили внесок в розробку фоточутливих сполук, біологічною активністю яких можна керувати дією світла — фотоконтрольованих пептидів,  що можуть бути основою розробки фоточутливих лікарських засобів для фотофармакології. [Архівовано 1 Грудня 2019 у Wayback Machine.] Фоточутливі лікарські засоби можна активувати тільки тоді, коли це потрібно для терапії, і лише в тих тканинах, де це необхідно для лікування. Після терапії такі лікарські засоби можуть бути дією світла дезактивовані, тобто, перетворені в безпечні речовини з метою зменшення небажаних побічних ефектів.
Окремим напрямком досліджень наукової групи Комарова І. В. є розробка методів навігації хімічного простору. Розроблений підхід з використанням екзит-векторів для порівняння молекул хімічних сполук. Енумерація молекул (вичерпна генерація всіх теоретично можливих молекул) проведена для деяких класів органічних сполук, важливих для медичної хімії, наприклад, для конформаційно утруднених діамінів.
В галузі нанотехнології серед досягнень наукової групи Комарова І. В. можна відмітити використання клітинопроникних пептидів для транспорту флуоресцентних вуглецевих наночастинок всередину еукаріотичних клітин з метою їх візуалізації.
Комаров І. В. має також патент України, 2 міжнародні патенти, є співавтором двох підручників для студентів вищих навчальних закладів зі спектроскопії ЯМР.

## Наукові проєкти
Комаров І. В. керував дослідницькими проєктами, що фінансувалися з фонду державного бюджету України (три прикладні проєкти, присвячені розробці терапевтичних пептидів, зокрема фотокерованих  [Архівовано 8 Серпня 2017 у Wayback Machine.]), фондом Олександра фон Гумбольдта (проєкти міжнародного партнерства з Університетом м. Карлсруе (Німеччина) [Архівовано 13 Вересня 2017 у Wayback Machine.] та Лейбніцьким Інститутом молекулярної фармакології м. Берлін (Німеччина) [Архівовано 7 серпня 2017 у Wayback Machine.]), приватними компаніями Дегусса (проєкт було присвячено розробці напівпромислової схеми виробництва ліганду для родієвих каталізаторів гомогенного асиметричного гідрування) та Єнамін (шість проєктів, спрямованих на дизайн, синтез та оптимізацію кандидатів на лікарські засоби — лідів). Нині є координатором дослідницької Програми Горизонт 2020 обміну дослідницьким та інноваційним персоналом (RISE),  [Архівовано 23 Червня 2017 у Wayback Machine.] назва проєкту — «Пептидоміметики з фотоконтрольованою біологічною активністю».

## Гранти й нагороди
- Грант НАТО (стажування за кордоном, 01.1996-01.1997, Кембриджський університет, Велика Британія);
- Гранти INTAS [Архівовано 7 Серпня 2017 у Wayback Machine.] (стажування за кордоном, серпень 1993 та жовтень 1994 рр., Кембриджський університет, Велика Британія);
- Грант ISF [Архівовано 4 Серпня 2017 у Wayback Machine.] (1998 р., виконання наукового проєкту у Київському національному університеті імені Тараса Шевченка);
- Гранти Королівського наукового товариства для авторів (1999, 2000 рр.);
- Індивідуальна стипендія фонду Олександра фон Гумбольдта [Архівовано 7 Серпня 2017 у Wayback Machine.] (стажування в м. Росток, Німеччина, 2000—2001 рр.);
- Премія Георга Форстера [Архівовано 7 Серпня 2017 у Wayback Machine.](2015 р.);[33]
- Почесне звання «Заслужений діяч науки і техніки України» (2016 р.).[34]
- Національна премія України імені Бориса Патона 2022 року — за роботу «Створення органічних сполук для сучасної медицини — важливої складової безпеки та обороноздатності України» (у складі колективу)[35]